# 임베디드 리눅스

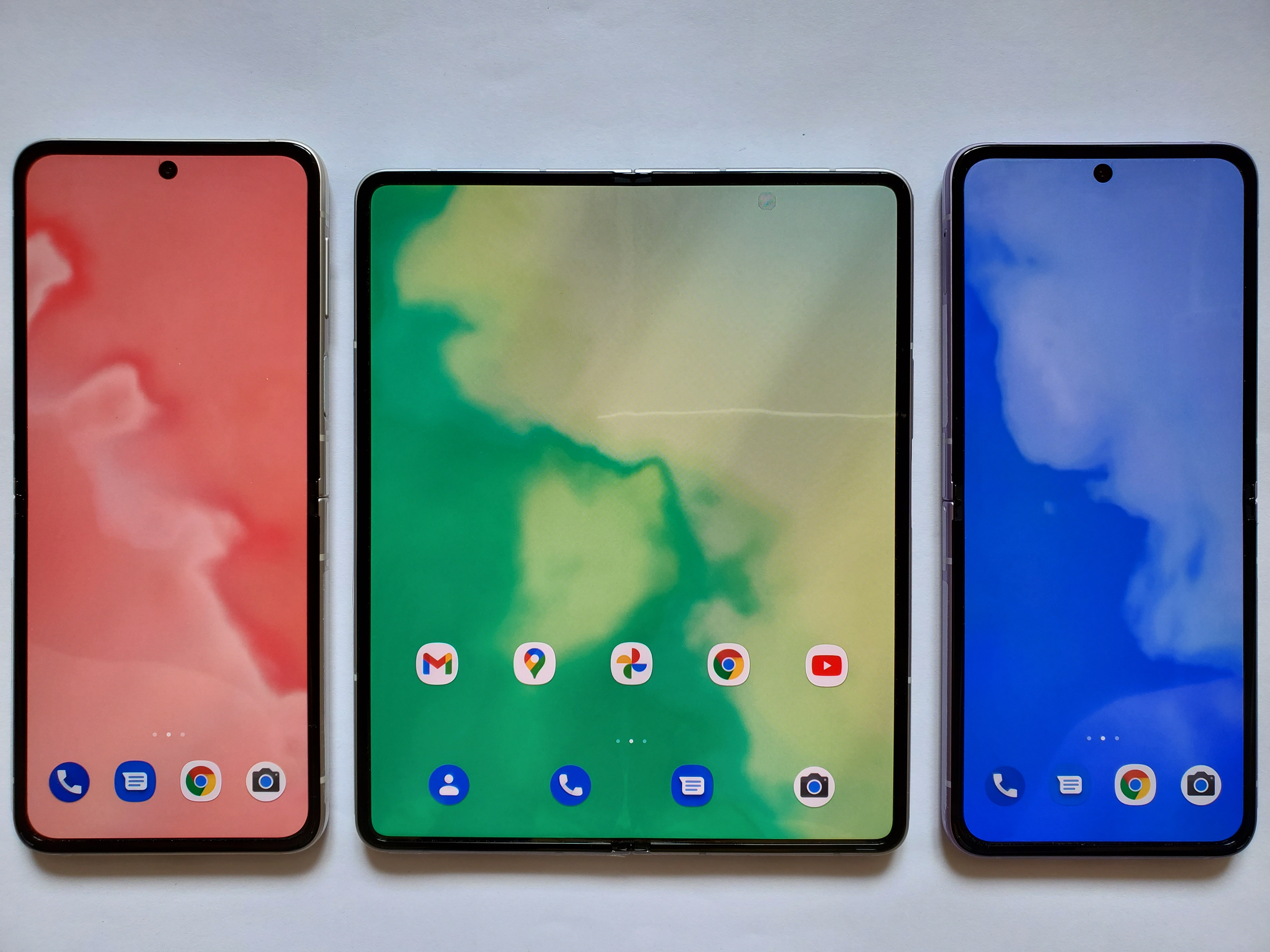
삼성 갤럭시 Z 시리즈: 리눅스 기반 안드로이드 기기

임베디드 리눅스(Embedded Linux)는 휴대전화, 개인 정보 단말기(PDA), 미디어 플레이어, 셋톱 박스, 그 밖의 가전 기기, 네트워킹 장비, 기계 제어, 자동화, 내비게이션 장비, 의료 기구와 같은 임베디드 컴퓨터 시스템에서의 리눅스를 이용하는 일이다. 벤처 디밸롭먼트사가 수행한 조사에 따르면 리눅스는 임베디드 기술자의 18%가 사용하고 있다고 한다.

## 역사
리눅스는 데스크톱, 서버 컴퓨터의 프로세서가 주가 아닌, 여러 중앙 처리 장치에 이식되어왔다. 이를테면 ARM, AVR32, ETRAX CRIS, FR-V, H8300, IP7000, m68k, MIPS, mn10300, 슈퍼H, Xtensa가 있다. 한편 GNU/리눅스는 소스 코드를 완전 무료로 공개하여 전세계적으로 약 5백만 명이 넘는 프로그램 개발자 그룹을 형성하게 되었으며, 이들에 의해 단일 운영체제의 독점이 아닌 다수를 위한 공개라는 원칙하에 지속적인 업그레이드가 이루어지고 있다.

## 장단점
상업용 임베디드 운영 체제와 비교할 때, 임베디드 리눅스를 이용하면 다음과 같은 장단점이 있다.

### 장점
- 소프트웨어, 개발, 지원 공급 업체가 여럿 있다.
- 별도의 로열티나 라이선스 비용이 없다.
- 커널이 안정적이다.
- 소스 코드를 이해하고, 변경하고 재배포하기가 더 좋다.

### 단점
- 커널과 루트 파일시스템 등에 상대적으로 많은 메모리를 차지할 수 있다.
- 사용자모드와 커널모드 메모리 접근의 복잡성
- 디바이스 드라이버 프레임워크가 복잡하다.

## 같이 보기
- 구글의 안드로이드 - 가장 잘 알려진 임베디드 리눅스 가운데 하나
- 마에모 - 스마트폰용 임베디드 리눅스
- 데비안 - 라즈베리 파이에 사용
- 비지박스
- 오픈모코
- 리눅스
- 임베디드 운영체제

공급업체
- 리눅스웍스
- 윈드 리버

## 참고 문헌
- Weinberg, Bill (July 2008). 《Uniting Mobile Linux Application Platforms》 (PDF). LinuxPundit.com. 18쪽. 2012년 2월 16일에 원본 문서 (PDF)에서 보존된 문서. 2012년 1월 16일에 확인함.